# Antonio Giovinazzi
Antonio Maria Giovinazzi (Martina Franca, Italija, 14. prosinca 1993.) je talijanski vozač Formule 1 za momčad Alfa Romeo. Godine 2012. osvojio je naslov u prvenstvu Formula Pilota China, a viceprvak je bio 2013. u Britanskoj Formuli 3, 2015. u Europskoj Formuli 3 i 2016. u GP seriji.

## Početak utrkivanja

### Karting
Giovinazzi je započeo svoju karijeru u kartingu 2000. Prve naslove osvaja 2006. u prvenstvima 36° Torneo Industrie - Minikart, Euro Trophy by 60 Mini i Italian National Trophy 60 cc. Godine 2008. osvaja dvije titule viceprvaka, u Copa Campeones Trophy KF3 prvenstvu iza prvaka Raffaelea Marciella i u 38° Torneo Industrie - KF3 prvenstvu iza prvaka Daniila Kvjata. Sljedeće 2009. osvaja dva 3. mjesta u European Championship Qualification Central Region - KF2 i 20° Trofeo Andrea Margutti - KF2 kategoriji. Naslov prvaka u WSK Master Series - KF2 prvenstvu osvojio je 2010. i 2011.

### Formula Pilota China
Iako se 2012. još natjecao u kartingu, u prvenstvu CIK-FIA World Karting Championship KF1, Giovinazzi je iste godine debitirao u jednosjedu, u prvenstvu Formula Pilota China. Vozio je bolid Tatuus FA010 za momčad Eurasia Motorsport. Sezona koja je počela 16. lipnja na stazi Shanghai, a završila 8. prosinca na Sepangu, sadržavala je šest runda, gdje su se na svakoj rundi vozile tri utrke. Na prvoj rundi, Giovinazzi je upisao dva postolja, a isti rezultat postiže na drugoj rundi koja se vozila na stazi Ordos. Ista staza bila je domaćin i treće runde, a Talijan je upravo ovdje upisao prve dvije pobjede u sezoni. Nakon što je na stazi Guangdong osvojio još jedno postolje, na petoj rundi na Sepangu, u tri utrke upisuje isto toliko pobjeda. Na posljednjoj šestoj rundi, također na Sepangu, ostvaruje posljednju šestu pobjedu, te s 229 bodova osvaja naslov prvaka ispred Dana Wellsa.
Iste godine nastupao je i Formuli Abarth za momčad BVM, na posljednje tri utrke završne osme runde na Monzi. Ostvario je dvije pobjede, te jedno drugo mjesto, no pošto je nastupao kao gostujući vozač, nije mogao osvajati bodove.

## Formula 1
Pred kraj 2016. postao je test vozač Ferrarija, a 2017. debitirao je u Formuli 1 na Velikoj nagradi Australije, za momčad Sauber, kao zamjena za ozlijeđenog Pascala Wehrleina. Giovinazzi je tako postao prvi talijanski vozač koji je nastupio na utrci Formule 1 još od Jarna Trullija i Vitantonija Liuzzija na Velikoj nagradi Brazila 2011.

### Sauber (2017.)
2017.

## Rezultati u Formuli 1
| Sezona | Momčad            | Šasija                | Motor                | Utrke | Pobjede | Podiji | Bodovi | Plasman |
| ------ | ----------------- | --------------------- | -------------------- | ----- | ------- | ------ | ------ | ------- |
| 2017.  | Sauber F1 Team    | Sauber C36            | Ferrari 061 1.6 V6 t | 2     | 0       | 0      | 0      | 22.     |
| 2019.  | Alfa Romeo Racing | Alfa Romeo Racing C38 | Ferrari 064 1.6 V6 t | 21    | 0       | 0      | 14     | 17.     |
| 2020.  | Alfa Romeo Racing | Alfa Romeo Racing C39 | Ferrari 065 1.6 V6 t | 17    | 0       | 0      | 4      | 17.     |

## Vanjske poveznice
- Antonio Giovinazzi.com - Official website
- Antonio Giovinazzi - Driver Database
- Antonio Giovinazzi - Stats F1